# Восточный (район Звенигорода)
Восто́чный — жилой район города Звенигорода Московской области. Ограничен с юга и востока центральной кольцевой автомобильной дорогой, с запада Москвой-рекой, на севере граничит с исторической (центральной) частью Звенигорода.

## Территориальный состав района
В состав жилого района входят микрорайоны:
- микрорайон Игнатьево (бывшая деревня Игнатьево)
- микрорайон Восточный (малоэтажная часть района)
- микрорайон 3 (новая многоэтажная часть)

## Улицы района

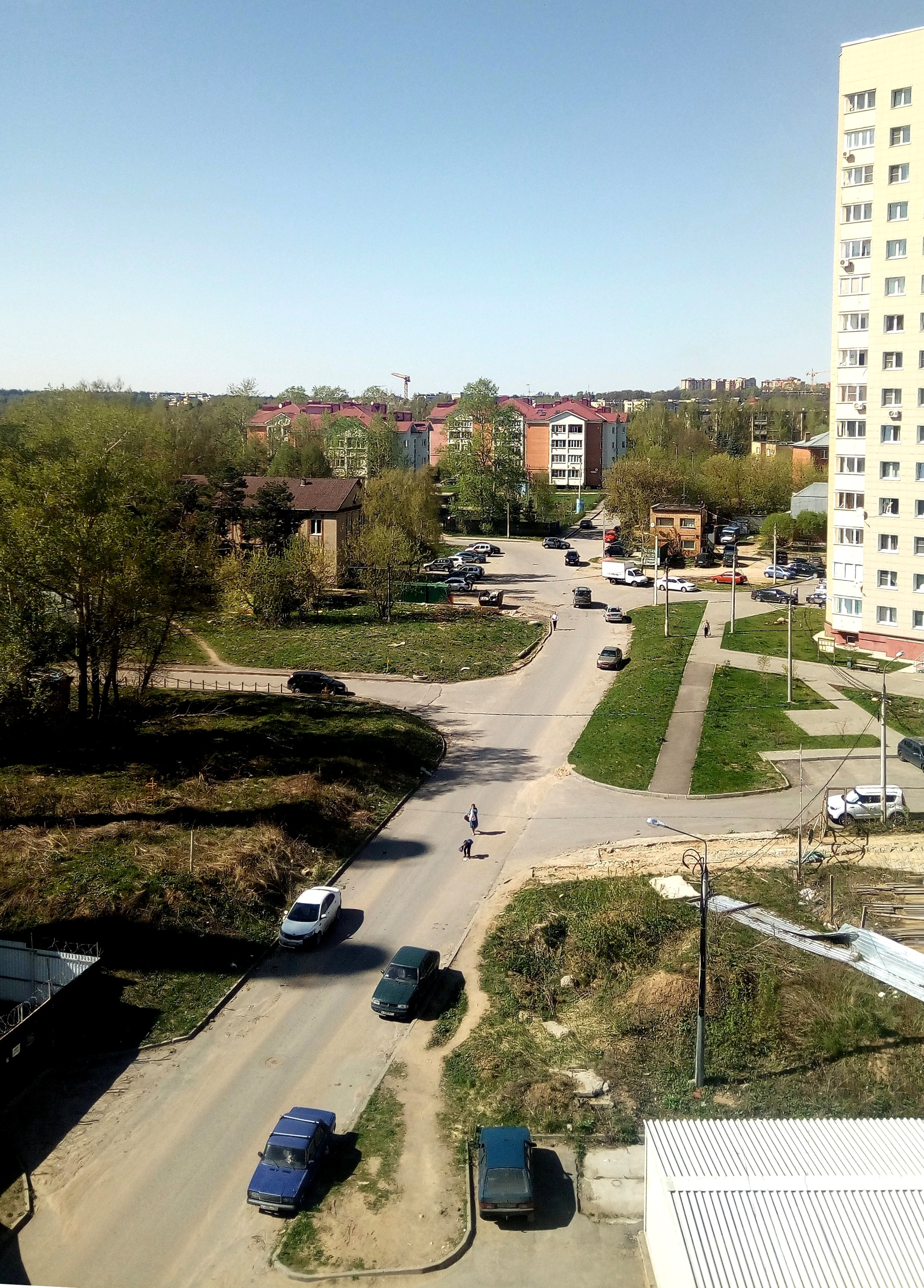
Вид с дома № 15 (микрорайон 3) на безымянный проезд, за поворотом переходящий в проезд Строителей

В настоящее время (2018 г.) улицы имеются лишь на территории бывшей деревни Игнатьево. В новой части района адресная привязка осуществляется на микрорайонной основе: малоэтажная часть — «микрорайон Восточный», многоэтажная часть — «микрорайон 3».
Из-за дублирования номеров домов двух микрорайонов, постоянно возникают проблемы с адресной идентификацией домов, в результате чего грузовые и почтовые отправления часто доставляются не по адресу.
Изначально, на этапе строительства первых домов микрорайона 3, предполагалось привязать их к действующим улицам деревни Игнатьево: улице Полевой и проезду Строителей, а также предусмотреть и другие улицы для строящегося микрорайона, однако при вводе домов в эксплуатацию этого не случилось и домам оставили микрорайонную привязку, например в штампе «прописка» у жильцов домов указывается: г. Звенигород, р-н Восточный, мкр-н 3, дом №__, кв.__.

## Инфраструктура

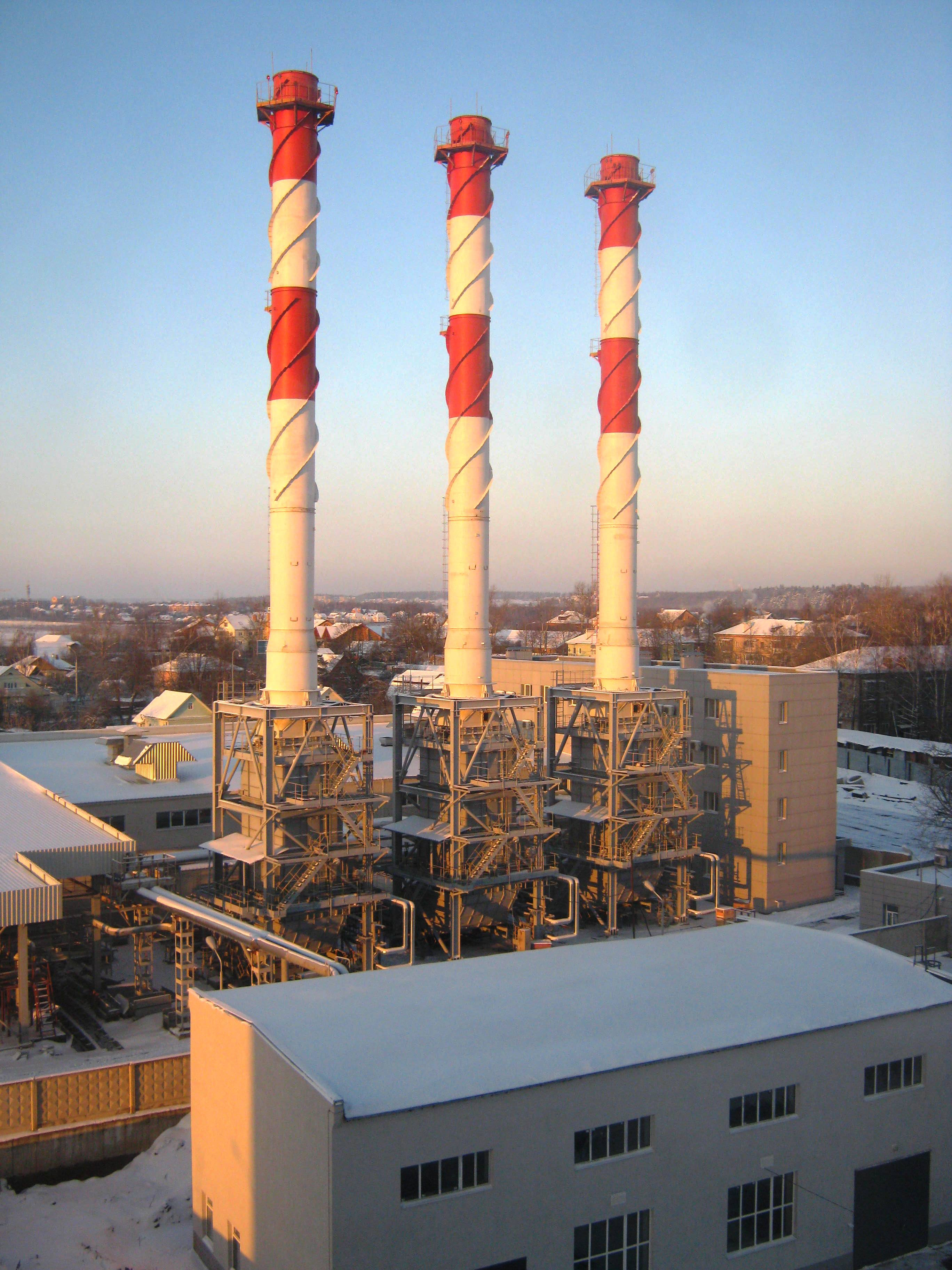
Газотурбинная ТЭЦ в районе Восточный

Главное преимущество жилого района Восточный — его близость к историческому центру Звенигорода и возможность использования его развитой городской инфраструктуры.
В самом районе Восточный функционируют два детских сада: № 1 «Солнышко» и № 8 «Малинка», в планах школа на 900 мест. Спортивная инфраструктура района представлена спорткомплексом «Звезда» и академией дзюдо, действует также частный ипподром на берегу Москвы-реки.
Основную часть торговой функции приняли на себя магазины сети «Дикси», которых в районе три. Действуют также несколько мелких продовольственных и специализированных магазинов, расположенных на первых этажах зданий.
В 500 метрах к северо-востоку от района проходит граница особо охраняемой природной территории — «Мозжинский овраг», создающей в районе благоприятную экологическую ситуацию и представляющей собой живописный сосновый бор на высоком обрывистом берегу Москвы-реки.

## Транспорт
В 2,5 км от района расположена железнодорожная станция Звенигород, откуда до Белорусского вокзала города Москвы курсируют электропоезда. Также район связан с центром Звенигорода, городами Москвой и Одинцово автобусными маршрутами.
Удобство автомобильного сообщения и связь с Москвой району обеспечивает его географическое расположение — рядом с центральной кольцевой автомобильной дорогой (А-113), окружающей район.

## Перспективы развития
В 2009 году группа компаний «СУ-155» приступила к реализации в районе Восточный проекта строительства современного микрорайона «2,3». На участке площадью 16,7 га. планировалось построить 16 многоквартирных домов собственных серий И-155Мм и И-155Нб на 3 756 квартир и 12,3 тысячи квадратных метров коммерческих помещений. Однако в результате начавшегося экономического кризиса СУ-155 не смогла выполнить свои обязательства и строительство в районе было заморожено.
В 2015 году объекты строительства были переданы на достройку крупному звенигородскому застройщику «Стройпромавтоматика». В 2016 году были введены в эксплуатацию два дома. В настоящее время (2018 г.) решается вопрос финансирования оставшейся части проекта. По последней версии генплана проекта в состав жилого комплекса войдёт 13 панельных и 3 монолитно-кирпичных корпуса общей площадью около 350 000 квадратных метров, а также необходимые социальные объекты.
Инициативной группой ЖК «Восточный», при поддержке активных граждан района, за пять лет проделана колоссальная работа по изменению ситуации с достройкой проблемных корпусов в лучшую сторону (пикеты, митинги, обращения граждан). В настоящее время уже сданы и введены в эксплуатацию корпуса 11, 12, 14, 15, 16. По состоянию на конец 2019 года на уровне Правительства РФ в целях завершения строительства объектов «СУ-155» принято решение о передаче корпусов 6, 9, 10, 13 для достройки в АО «Дом.рф». Завершение строительства проблемных корпусов 6, 9, 10, 13 запланировано в первой половине 2021 года.

## Фотографии микрорайона 3

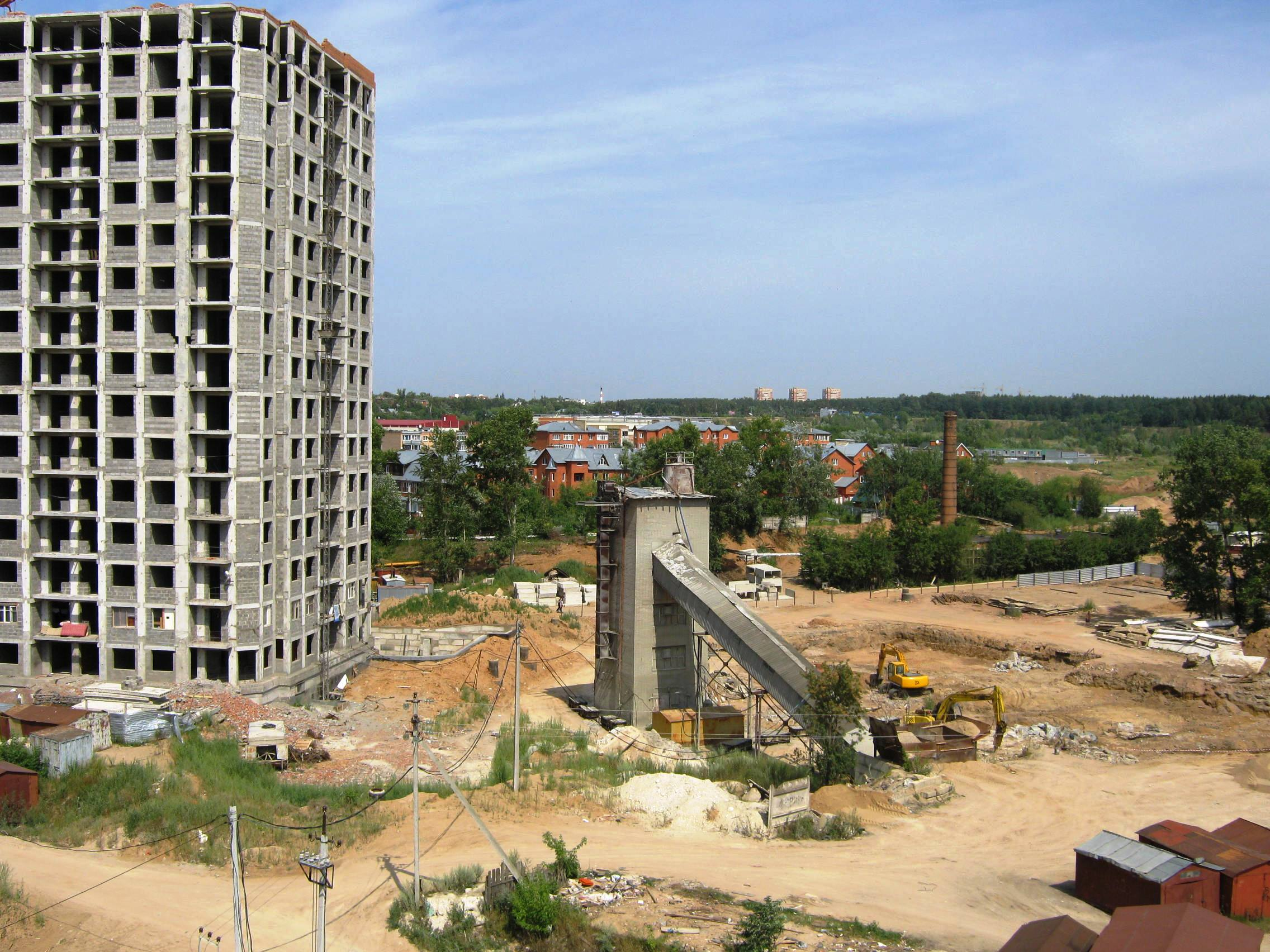
Дом № 1 в июле 2011 г.
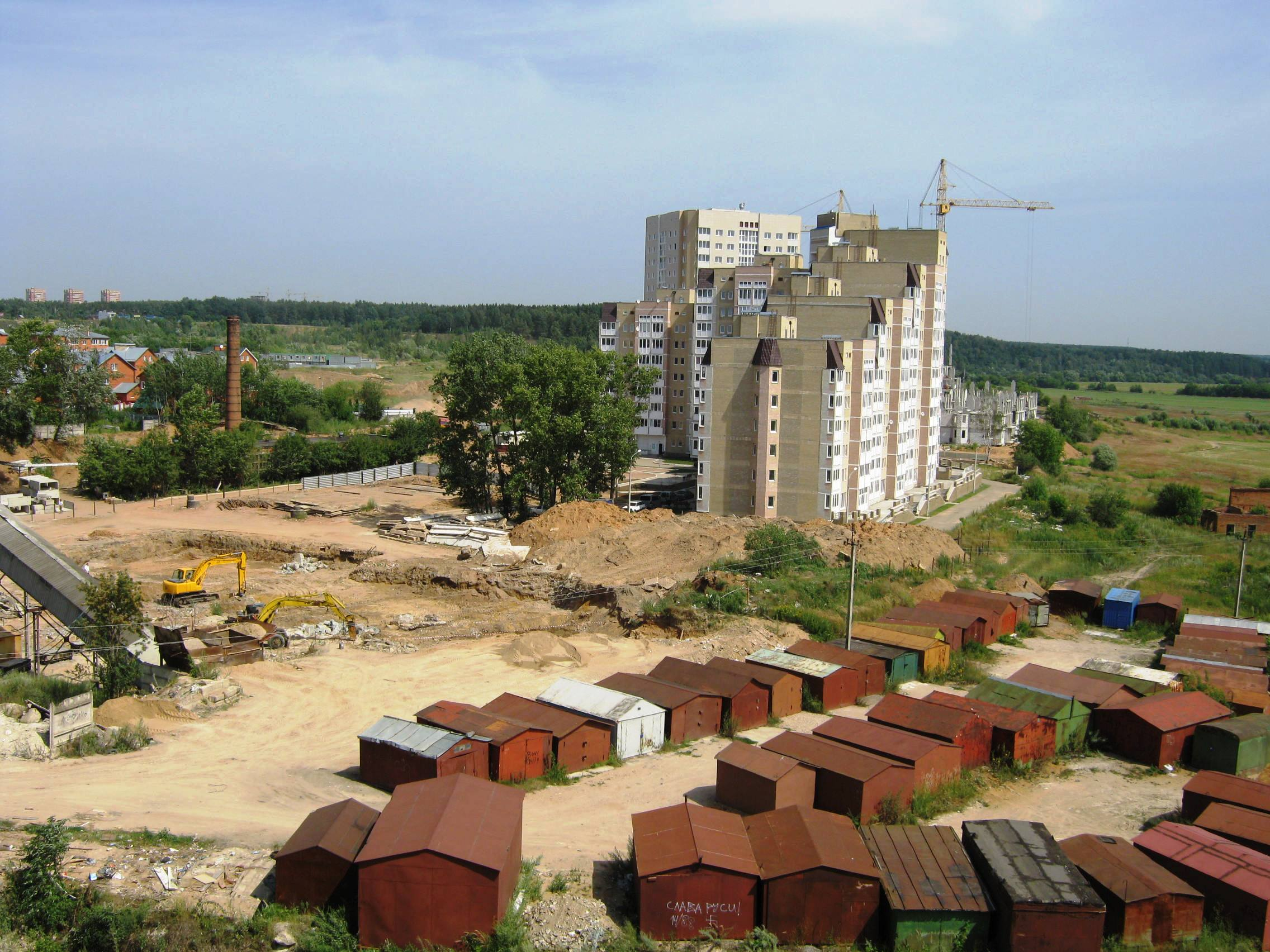
Дом № 4 в июле 2011 г.
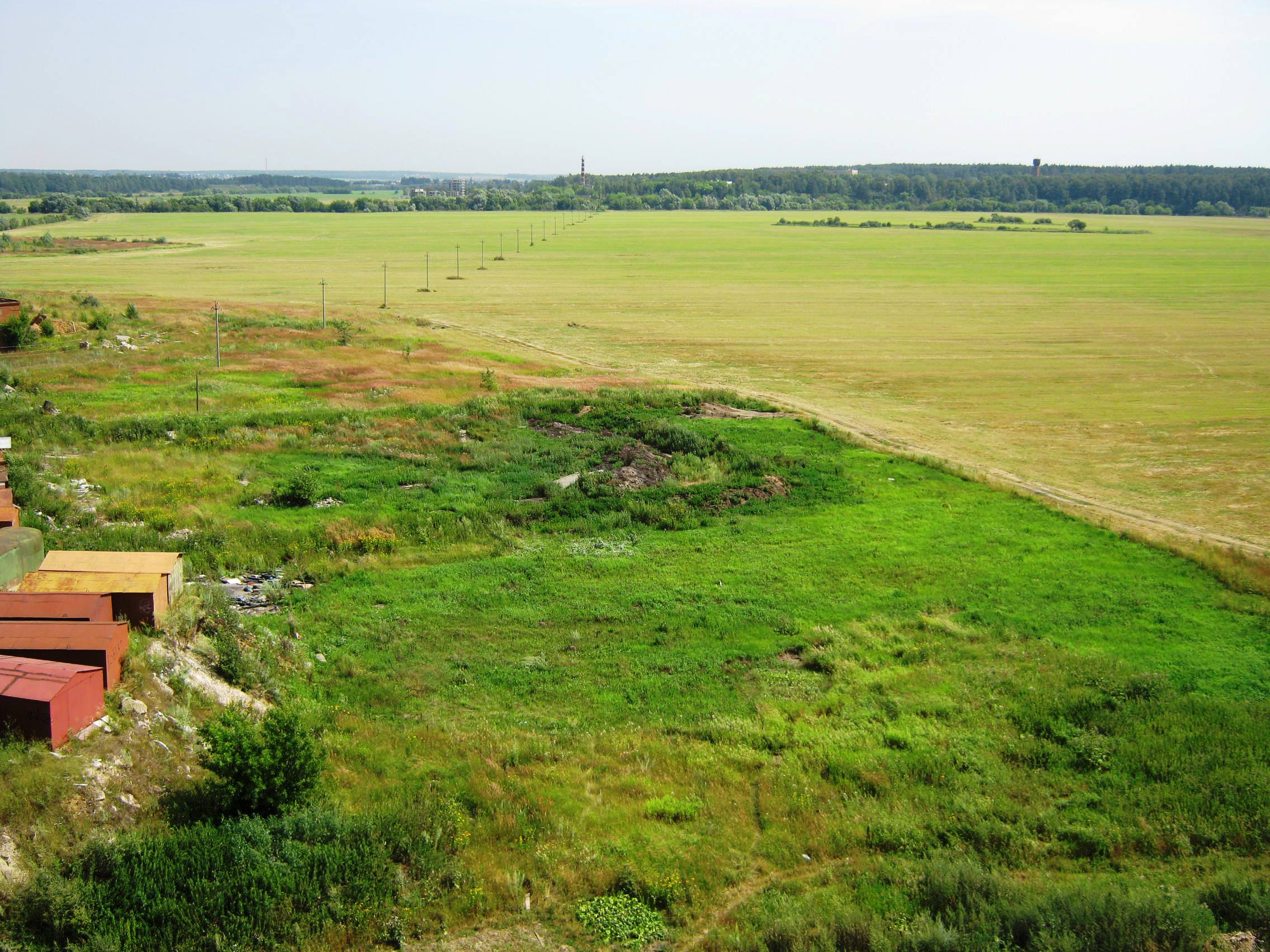
Ещё не застроенное поле в июле 2011 г.
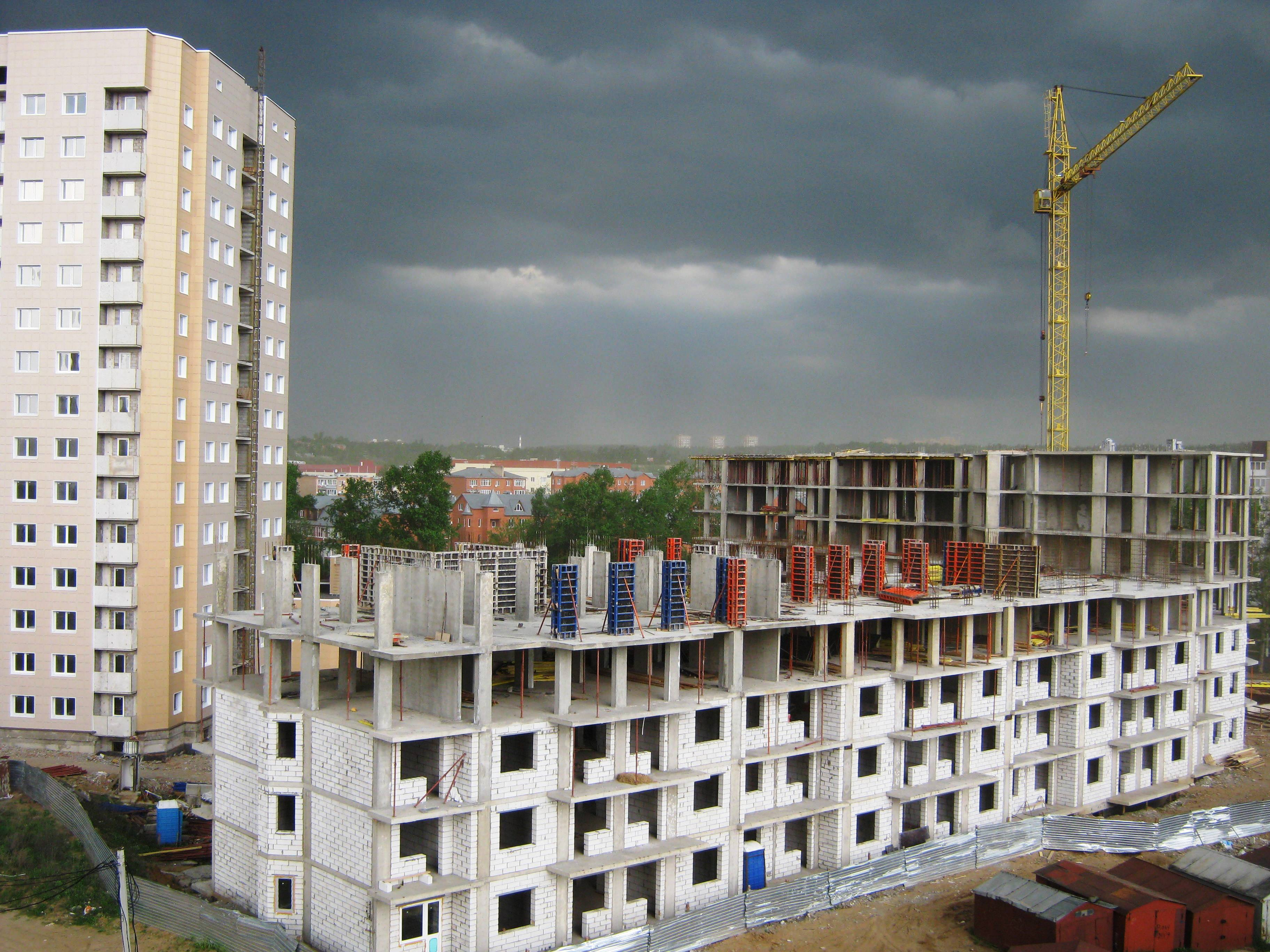
Дома № 1 и 2 в июле 2012 г.
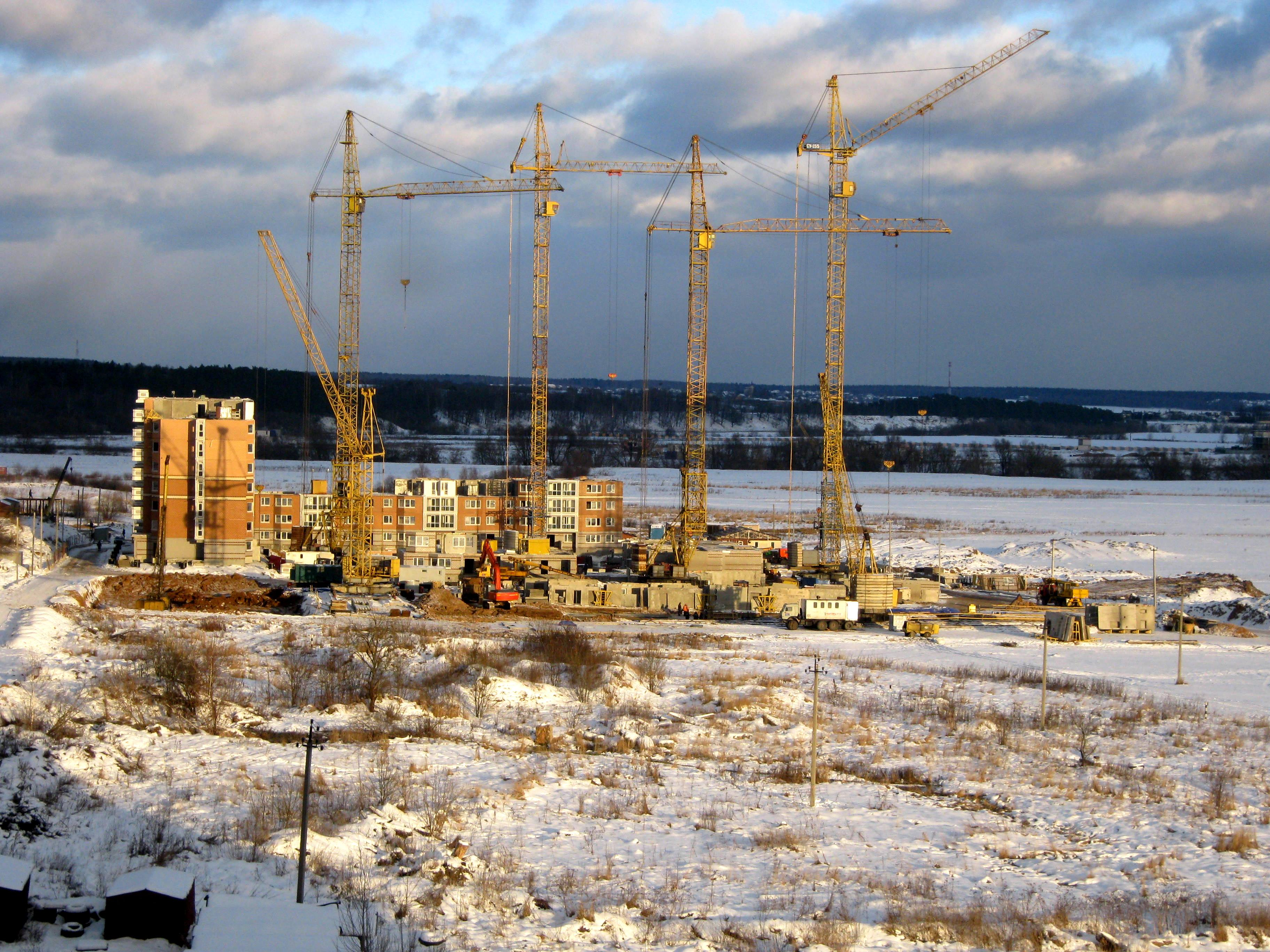
Строительство корпусов № 11, 14, 15 в ноябре 2013 г. (Ныне дома № 12, 26, 27)
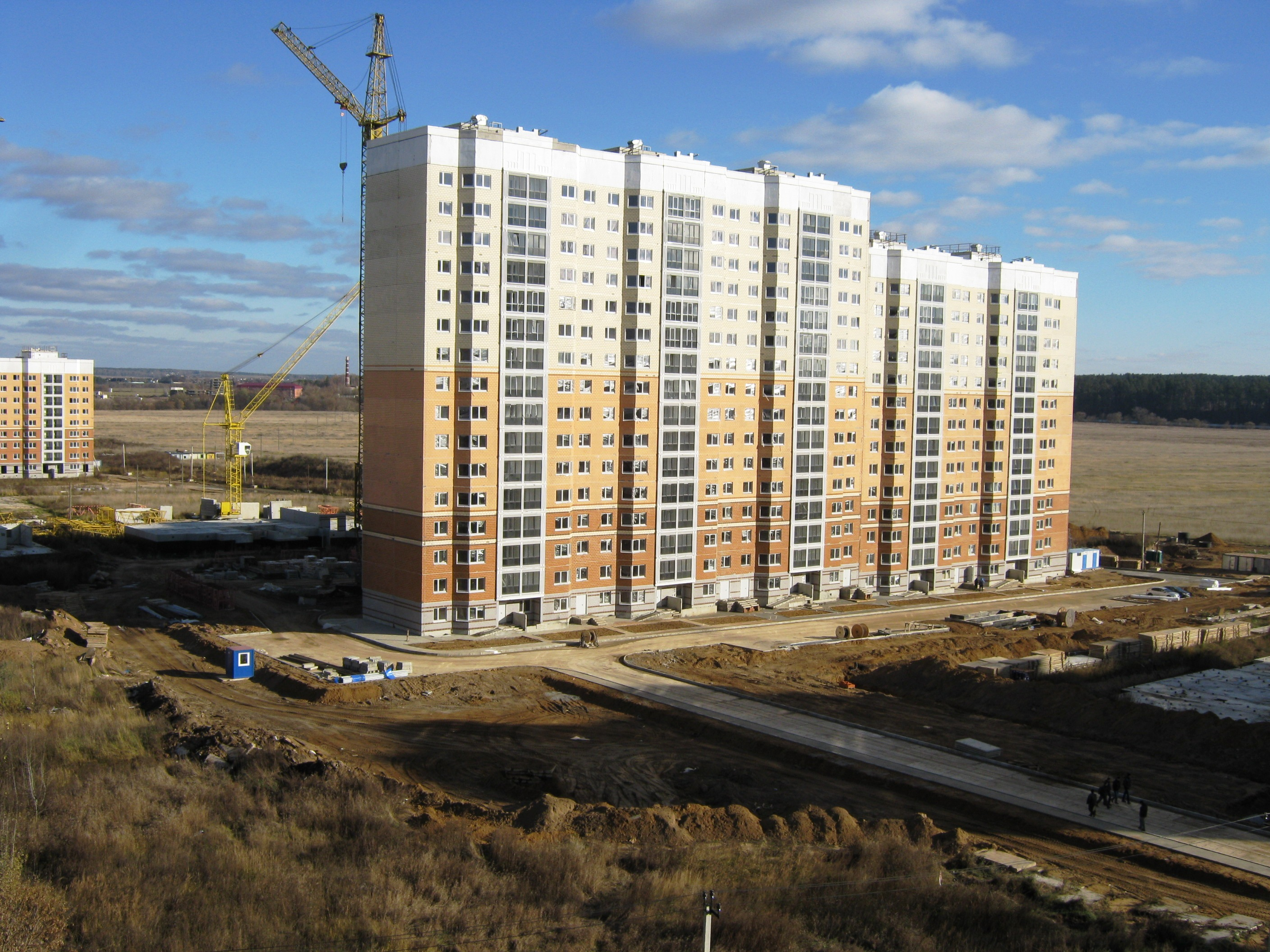
Закончено строительство дома № 23 (сентябрь 2015 г.)
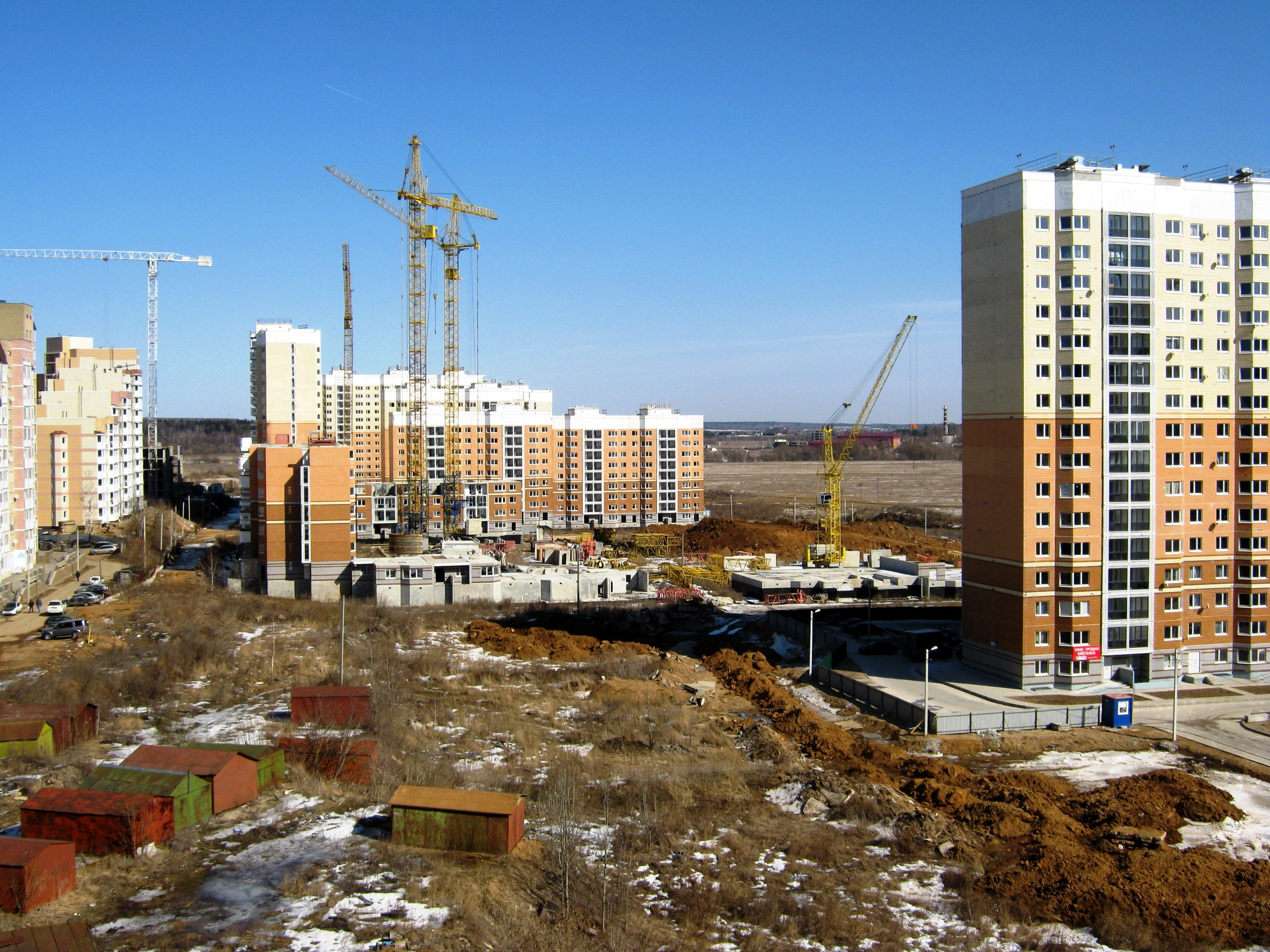
Корпуса № 11, 14, 15 и дом № 23 в марте 2016 г.
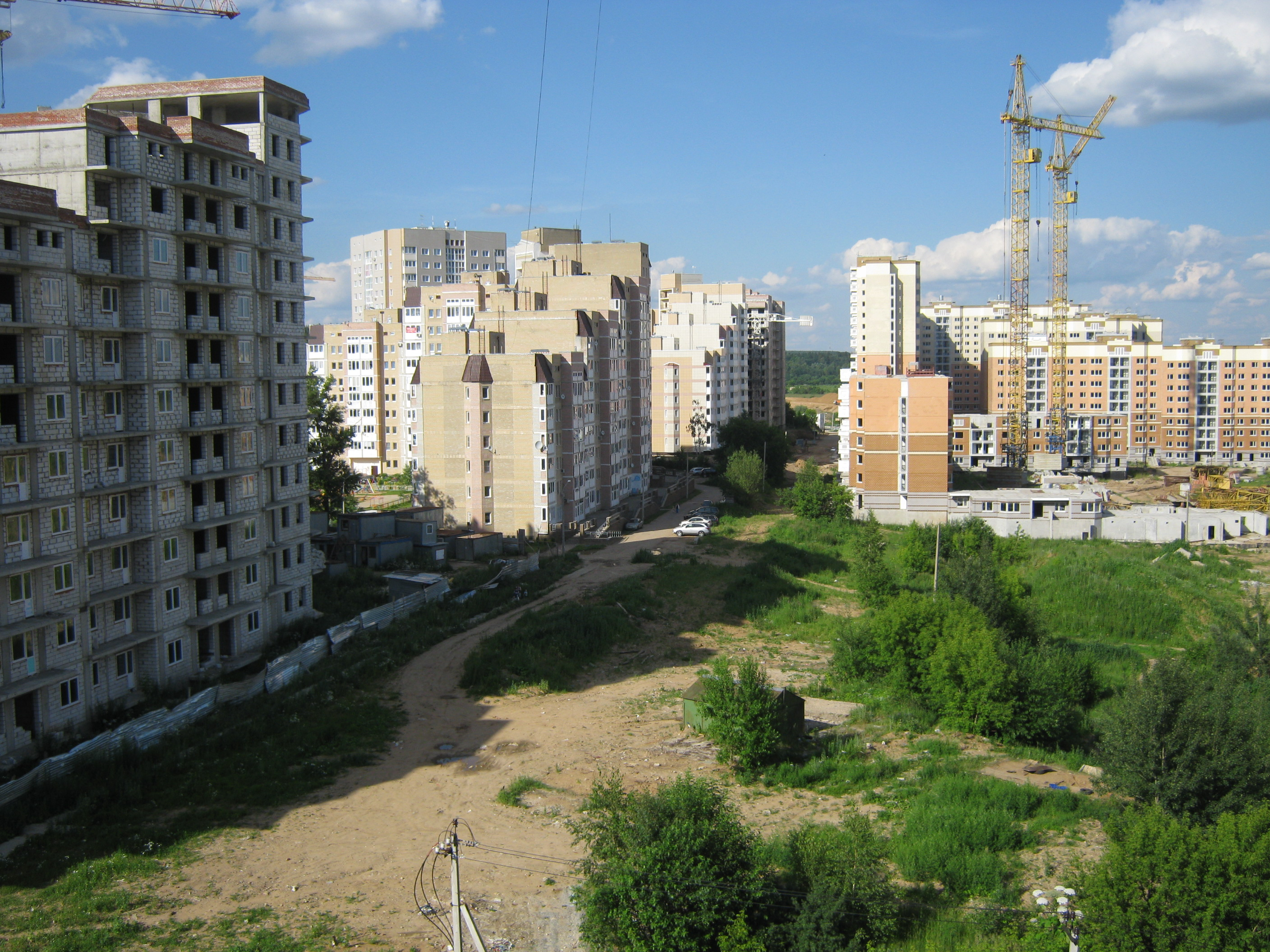
Дома № 2, 4, 6 в июне 2017 г.